# Ánguiras
Ánguiras fue un antiguo riṣí (sabio religioso), autor de algunos himnos del Rigvedá (el texto más antiguo de la India, de mediados del II milenio a. C.) y del Átharva-veda, de un código de leyes y de un tratado de astronomía.

## Nombre
- aṅgiras o angirā, en el sistema AITS (alfabeto internacional para la transliteración del sánscrito).
- अंगिरस् o अंगिरा, en escritura devanagari del sánscrito.
- Pronunciación: /ánguiras/ o /ánguiraa/.[1]
- Etimología:
  - aṅg o aṅk: ‘ir’, ‘marcar’[1]
  - Aṅgir o Aṅgīr: nombre de un rishí que aprendió el brahma-vidiá del rishí Átharvan, y más tarde lo impartió a Satiavaja, el maestro de Ánguiras. Esto se cuenta en la Mundaka-upanisad.[1]
  - El nombre Ánguiras es cognado de la palabra griega águelos y ággaros.[1]

## Leyenda
La leyenda dice que nació de la boca del dios Brahmá.
Él es un manasa putra (‘hijo de la mente’, que quizá signifique ‘hijo deseado’) del dios Brahmá.
Fue esposo de varias mujeres importantes:
- Śraddhā
- Surūpa (con ella tuvo a Utatya, Samvartana y Brihaspati)
- dos hijas del sabio Maitreya
- Smṛiti (hija del prayapati Daksha)
- varias hijas de Dakṣa.

Entre sus hijos, los principales son
- Agni, el dios del fuego.
- Saṃvarta o Samvartana
- Utathya o Utatya
- Brijaspati, quien sería el maestro espiritual de los dioses.
- Ghora Anguirasa, quien sería el maestro espiritual del dios Krisna.

Entre sus hijas, las principales son
- Sinivalí
- Kujú
- Raka
- Anumati
- Akupara

También se consideran sus hijos
- los richas o himnos védicos
- los manes de Javismat
- la humanidad completa.

Es considerado
- uno de los Saptarsí (Siete Grandes Sabios) del primer manu-antara (hace muchos millones de años; ahora estaríamos en el séptimo).[2]

Los otros serían:
- - Atri
  - Kratu
  - Márichi
  - Pulaja
  - Pulastia
  - Vásista
- un prayapati (patriarca progenitor de la humanidad)
- un maestro del brahma vidiá (que él había aprendido de Satiavaja, descendiente de Bharaduasha y alumno de Ánguir).

En la astronomía él es el planeta Júpiter, y una estrella en la Osa Mayor.
- Nombre de Agní[3]
- Ánguirasas son los descendientes de Áṅgiras o de Agní (principalmente son personificaciones de objetos luminosos).
- Los himnos del Átharva-veda.[4]
- Los ánguiras son sacerdotes que usan fórmulas «mágicas» para proteger un sacrificio de fuego contra los efectos de accidentes inauspiciosos.

Junto con el sabio Atharvan, se le atribuye haber ‘oído’ (śruti) la mayor parte del cuarto y último Veda, llamado Átharva-veda.
También se lo menciona en los otros tres Vedas.
Algunos himnos del noveno mándala del Rig-veda están firmados por un Ánguiras.
El nombre Ánguirasas se aplica genéricamente a varios individuos y cosas puránicas
una clase de pitrís (ancestros de los seres humanos) probablemente descendían del sabio Ánguiras.
En el Rig-veda, al dios Agní se le llama a veces Ánguiras o se le considera descendiente de Ánguiras (Rig veda 1).
En el Rig-veda, el dios Indra salva a unas vacas que habían sido robadas por un demonio (Valá) o por varios demonios (los Panis), y las regala a los Ánguirasas (Rig-veda 3.31, 10.108 y una referencia en 8.14).
El mándala 6 del Rig-veda se atribuye al clan de Ánguirasas.
En varios textos budistas se dice que Buda desciende del sabio Ánguirasa.
Algunos estudiosos, como el Dr. Eitel lo conecta con el Rishi Gótama.
También hay chatrías de otros clanes cuyos miembros descendían de Ánguirasa, para satisfacer el deseo de un rey que no había tenido hijos.